# Александър Драндаров
 Тази статия е за българския просветен деец.  За българския футболист вижте Александър Дръндаров.  
Александър Давчев Драндаров или Дръндаров е български просветен деец, учител и политик, народен представител, един от ръководителите на Либералната партия.

## Биография
Александър Драндаров е роден в 1854 година в будния български град Велес, тогава в Османската империя. Завършва Южнославянския пансион на Тодор Минков в Николаев в 1874 година. Става български учител в родния си град от 1875 година. В 1883 година завършва медицина в Москва. Установява се в София и влиза в Либералната партия, на която става един от ръководните дейци и народен представител.
Дъщеря му Невена Драндарова е зъболекарка. Синът му Йордан Драндаров е архитект.